# Poznań 56
Poznań 56 – polski film historyczny z 1996 roku opowiadający, przez pryzmat losów głównych bohaterów, o strajku generalnym i demonstracjach z 1956, zwanym również Powstaniem Poznańskim, wypadkami poznańskimi, wypadkami czerwcowymi, czarnym czwartkiem, Poznańskim Czerwcem lub po prostu Czerwcem '56. Film wzbudził wiele sporów i kontrowersji, co było wywołane tym, iż reżyser Filip Bajon, postanowił przedstawić poznańskie wydarzenia w sposób „antyrocznicowy, antykombatancki, antymartyrologiczny, antypolityczny i antyrozrachunkowy”.

## Fabuła
Bohaterami obrazu „Poznań 56" są dwaj chłopcy w wieku 10–12 lat – Piotrek (Mateusz Hornung) i Darek (Arkadiusz Walkowiak). Z ich perspektywy widzowie mogą śledzić rozwój wydarzeń w Poznaniu. Istotnym elementem filmu są również perypetie Zenka (Michał Żebrowski) – młodego robotnika, mimowolnego przywódcy protestu oraz praca lekarzy (Andrzej Szczytko) i pielęgniarek (Agnieszka Różańska i Dorota Sadowska) ze Szpitala im. Franciszka Raszei, którzy z heroicznym poświęceniem ratowali rannych. Ukazane są również losy pięciu profesorów (Władysław Kowalski, Daniel Olbrychski, Janusz Gajos, Jan Nowicki oraz Jerzy Radziwiłowicz) – uwięzionych w wagonie na poznańskim dworcu głównym i stąd komentujących sytuację w mieście.

## Obsada
- Michał Żebrowski – Zenek
- Tadeusz Szymków – Stachu Kaczmarek, ojciec Piotrka
- Mateusz Hornung(inne języki) – Piotrek
- Arkadiusz Walkowiak – Darek
- Agata Kulesza – Zośka, nauczycielka bohaterów
- Grzegorz Wons – ojciec Darka
- Robert Więckiewicz – robotnik, kolega Zenka
- Olaf Lubaszenko – czołgista
- Bronisław Pawlik – dziadek Piotrka
- Antonina Choroszy – matka Piotrka
- Sława Kwaśniewska – babcia Piotra
- Maciej Kozłowski – UB-ek
- Władysław Kowalski – profesor w pociągu
- Daniel Olbrychski – profesor w pociągu
- Janusz Gajos – profesor w pociągu
- Jan Nowicki – profesor w pociągu
- Jerzy Radziwiłowicz – profesor w pociągu
- Andrzej Szczytko – chirurg w Szpitalu im. Franciszka Raszei
- Elżbieta Jarosik – kobieta z UB
- Grażyna Korin – matka Darka
- Zdzisław Wardejn – redaktor Polskiego Radia
- Agnieszka Różańska – pielęgniarka w szpitalu
- Dorota Sadowska – pielęgniarka w szpitalu
- Mieczysław Hryniewicz – człowiek z walizką
- Krzysztof Banaszyk – strażnik więzienny
- Przemysław Kozłowski